# ریسندگی پشم
برای ریسندگی پشم در آغاز الیاف رنگی و سفید منتقل می‌شود برای ریسندگی آماده می‌شوند الیاف را با دست باز می‌کنند و با آب و روغن مخلوط می‌کنند برای جلوگیری از الکتریسیته و حالت پیوستگی این عمل صورت می‌گیرد (پ‌هاش (PH) خنثی)، 24 ساعت می‌ماند و بعد از دستگاه ولف عبور می‌دهند که باعث باز شدن الیاف از هم (یعنی حلاجی) می‌شود و به دستگاه کاردینگ (شانه‌کاری) فرستاده می‌شود. 
این دستگاه پشمها را شانه می‌کند و ناخالصیها، خاک، خاروخاشاک، کثیفی‌ها را می‌گیرد و تولید نیمچه نخ می‌کند. 
نمره نخ را در ابتدای کارد اول در دستگاه شانه‌کاری اندازه می‌گیرند.

## دستگاه‌های بکار رفته
در ریسندگی پشم دستگاه‌های زیر در مراحل گوناگون بکار می‌روند:
- دستگاه شانه‌کاری (کاردینگ): سه قسمت دارد کارد اول: از بین بردن ضایعات پشم، کار دوم: بازهم از بین بردن ضایعات و خاروخاشاک پشم خیلی بیشتر از کارد اول، کارد سوم: که پشم را به صورت نخ خامه (نیمچه نخ) در می‌آورد.
- دستگاه تمام‌تاب (رینگ): این دستگاه نخ راتا به صورت یک لا در می‌آورد (برای خامه خالی 120 تا 160 تاب) هر چه سرعت دستگاه تمام‌تاب را کم کنیم تاب نخ زیادتر می‌شود.
- دستگاه دولاتاب: دوباره هر نخ یک لا با هم ترکیب شده و دولا می‌شود و بیشتر این کار به خاطر استحکام صورت می‌گیرد.
- دستگاه کلاف کن: برای بسته بندی و همانطور که از نامش پیداست نخها را به صورت کلاف در می‌آورد.
- دستگاه بقچه‌کن: برای بقچه کردن نخهای کلاف شده می‌باشد.

## مرحله آخر
آخرین نکته مرحله در فرش مرحله سرویس است که سه قسمت کار می‌باشد: اول درست کردن بافت اشتباه (مرمت)، دوم رفوکاری، سوم ریشه فرش که این ریشه فرش به چند صورت گره می‌خورد: 
1- گره نخودی 2- گره مدل گیس 3- دوگره 
برای سفارشهای بیرون از ایران بیشتر از دو گره استفاده می‌شود و اکثر فرشهای خانگی در ایران مدل گره نخودی و گره مدل گیس هستند. 